# Сервет, Мигель
Миге́ль Серве́т (лат. Michael Servetus, исп. Miguel Serveto y Conesa, 29 сентября 1511, Вильянуэва-де-Сихена — 27 октября 1553, Женева) — испанский мыслитель, теолог-антитринитарий, естествоиспытатель и врач.

## Биография
Учился в Сарагосе, Тулузе, Париже, где изучал математику, географию, астрономию, право, медицину. Мигель Сервет впервые в Европе описал малый круг кровообращения.
В 1531 году вышел в свет его трактат «Об ошибках троичности», а через год — второй трактат «Две книги диалогов о Троице», ставший ответом на полемику в связи с его первой работой. Антитринитарные взгляды Сервета вызвали протест как в католическом, так и в протестантском мире, и он был вынужден скрываться, приняв имя Михаила Виллановануса (Мишель Вильнёв).
После 1532 года Сервет поселился в Лионе. В этот период он написал комментарии к новому изданию «Географии» Птолемея, в котором, в частности, восстановил забытый приоритет Колумба в открытии Нового света. В 1535—1538 годах изучал медицину в Парижском университете. Его астрологические занятия вызвали недовольство профессоров университета, дело рассматривалось Парижским парламентом, после чего Сервет был вынужден бежать из города. Он жил в различных городах Франции, занимаясь под чужим именем врачебной практикой. После 1540 года стал личным врачом архиепископа Пьера Пальмье во Вьенне. Переписка с Кальвином, которую Сервет вёл в течение нескольких лет, выявила полное несогласие их во взглядах, и Кальвин причислил Сервета к числу злейших врагов христианской религии.
В 1553 году во Вьенне анонимно вышел главный труд Сервета «Восстановление христианства» (Christianismi Restitutio), содержащий основы его антитринитарной «рациональной теологии». Цель Сервета — «восстановить христианство», которое, по его мнению, одинаково ложно толкуется католиками и реформаторами. Полный её заголовок гласит:

«Нашей важной целью является восстановление христианства, или обращение к апостольской церкви. Мы должны вернуться к её собственным началам после того, как будет восстановлено познание Бога, вера в Христа, нашего искупителя, возрождение, крещение, а также вкушение пищи Господней. И после того как для нас вновь, наконец, откроется Царствие Небесное, нам будет даровано избавление от безбожного Вавилона, и враг человеческий с присными своими будет уничтожен».— Гуго Глязер, Исследователи человеческого тела от Гиппократа до Павлова, с. 82.
В своём труде Сервет отрицает догмат о Троице. Бог, считает он — един и непознаваем, но открывается человеку в Слове и Духе. Сервет не признаёт Слово и Дух ипостасями, а только модусами самовозвещения и самосообщения Божества. О Христе Сервет мыслит как о Сыне Божием, при этом утверждает, что душу Христа составило соединение Святого Духа, который есть божественное дыхание, с дыханием земной, сотворённой жизни. Сходясь с анабаптистами относительно неправильности крещения малолетних, Сервет полагает, что крещение сообщает человеку дух Христа.
Рассматривая понятие души, Сервет попытался дать представление о крови как обиталище души, и при этом впервые в Европе описал малый круг кровообращения.

«Чтобы уразуметь это, нужно сначала понять, как производится жизненный дух (vitalis spiritus)… Жизненный дух берёт своё начало в левом сердечном желудочке, при этом особое содействие производству жизненного духа оказывают лёгкие, так как там происходит смешение входящего в них воздуха с кровью, поступающей из правого сердечного желудочка. Этот путь крови, однако, вовсе не пролегает через перегородку сердца, как принято думать, а кровь чрезвычайно искусным образом гонится другим путём из правого сердечного желудочка в лёгкие… Здесь она смешивается с вдыхаемым воздухом, в то время как при вдыхании кровь освобождается от сажи… После того, как через дыхание лёгких кровь хорошо перемешана, она, наконец, снова притягивается в левый сердечный желудочек». (Christianismi Restitutio, с. 170)— Гуго Глязер, Исследователи человеческого тела от Гиппократа до Павлова, с. 83.
Таким образом, в работе Сервета было уточнено бытовавшее среди врачей более 1300 лет ошибочное представление Галена о переходе крови из правого желудочка в левый через сердечную перегородку. Приоритет Сервета в изучении кровообращения считался неоспоримым до тех пор, пока в 1929 году в Дамаске не была найдена рукопись арабского врача Ибн-ан-Нафиса с описанием лёгочного кровообращения. Прямые текстовые совпадения в описаниях Сервета и Ибн-ан-Нафиса позволяют предполагать знакомство Сервета с текстом его арабского предшественника.
Книга Сервета была признана еретической, а весь тираж её уничтожен. Книга вышла с инициалами M. S. V., что позволило инквизиции установить авторство Сервета. Он был арестован, но ему повезло. Во время судебного процесса бежал из тюрьмы и был заочно приговорён к смерти. После удачного побега Сервет направился в Женеву и неосмотрительно посетил богослужение в церкви Кальвина, где был узнан и арестован. Несколькими годами ранее Сервет настойчиво писал Кальвину в Женеву. Тот отправил ему свои «Наставления в христианской вере», которые Сервет отправил обратно с оскорбительными заметками на полях.
Существуют разногласия в отношении роли Жана Кальвина в смерти Сервета. Некоторые считают Кальвина кровожадным палачом, беспощадно разделавшимся с несчастным Серветом. Другие говорят, что Кальвин и его друзья уговаривали Сервета отречься от своих антитринитаристских взглядов. Когда эти попытки оказались напрасны, все швейцарские кантоны посоветовали женевским «инквизиторам» казнить Сервета. Кальвин просил заменить сожжение на более гуманную казнь (мечом), но вышло иначе. Сервет был сожжён на костре 27 октября 1553 года, так и не поддавшись требованиям признать Иисуса Христа вечным Сыном Божьим.
Сервет вошёл в светскую историю прежде всего как первая жертва протестантского фанатизма, и его смерть положила начало многовековой дискуссии о свободе совести. Первым трудом на эту тему был трактат известного итальянского гуманиста Себастьяна Кастеллио «О еретиках» (1554). Вольтер писал в «Опыте о нравах», что казнь Сервета произвела на него большее впечатление, чем все костры инквизиции.

## Память

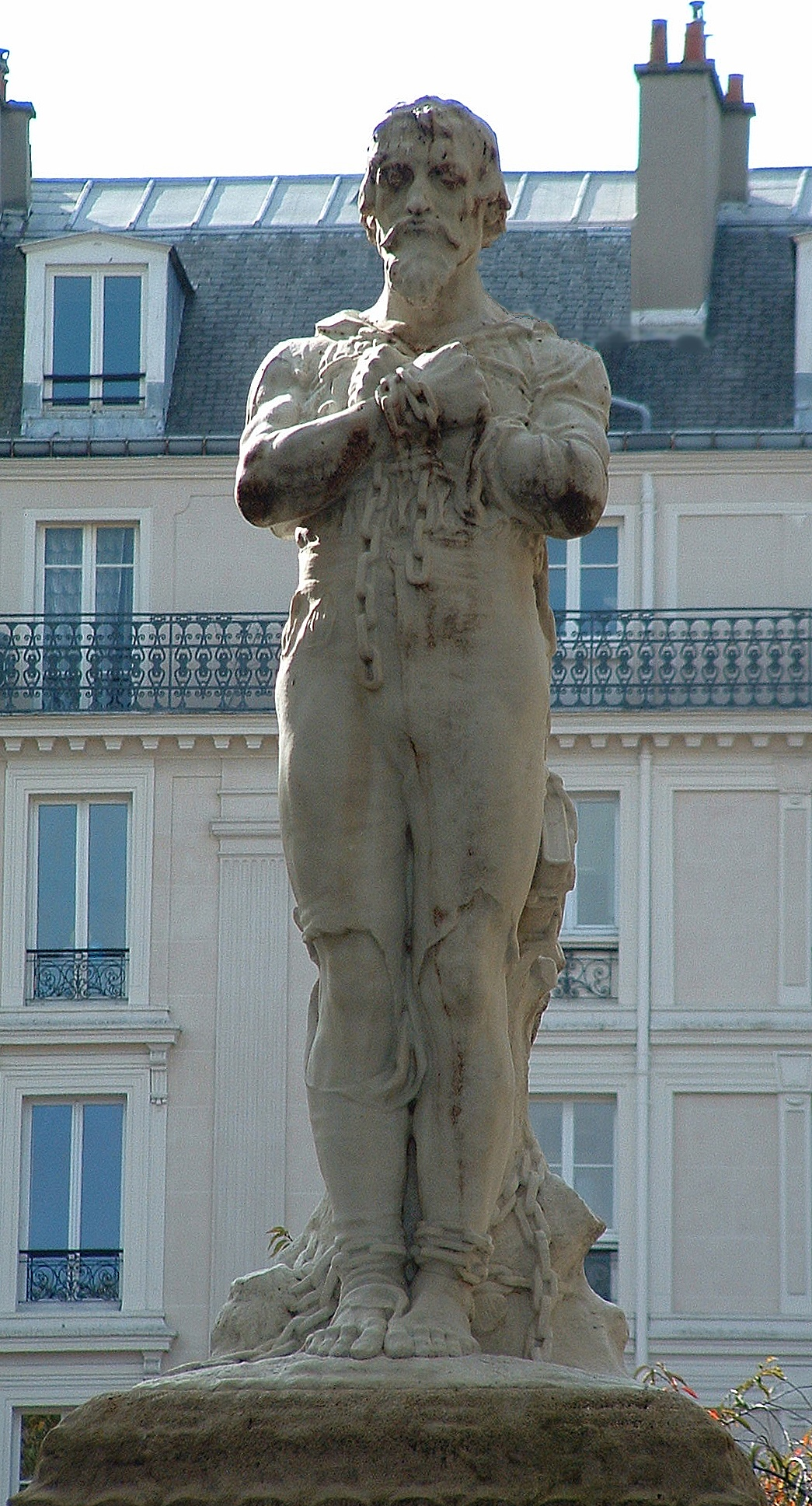
Памятник Сервету в Париже. Скульптор Жан Бафье, 1908 год

- Памятники Сервету установлены в Женеве (1903 год) и Париже (1908 год).
- Именем Сервета названа улица в Женеве.